# Коста Васиљевић
Коста Коча Васиљевић  (Београд, 17. новембар 1863 – Нови Сад, 14. јун 1926) био је српски глумац и редитељ.

## Биографија
Коста је рођен у Београду 17. новембра 1863. године. У родном месту завршио је основну и средњу школу, од ране младости се заинтересовао за позориште. Глумом је почео да се бави као члан путујуће трупе Михаила Димића, а потом у дружинама Михаила-Мике Рисантијевића и Михаила Пешића. Године 1884. појављује се као волонтер на сцени Народног позоришта, без глумачког ангажмана, упркос подршци управника Милорада Шапчанина и драматурга Милована Глишића. Већ следеће године, тачније 28. јуна 1885. године, примљен је у Српско народно позориште у Новом Саду, где је први пут наступио у улози Ајленштајна у представи Робијашева ћерка, на гостовању позоришта у Руми.
У првим годинама глумачке каријере, Коста је углавном имао мање епизодне улоге, али је брзо стекао репутацију талентованог глумца са лепом сценском појавом и способношћу за игру љубавника и младожења у комедијама и музичким комадима.
Са развијеним слухом и пријатним гласом, наступао је и у делима која су захтевала певање (Шаран, Риђокоса, Сеоска лола). Постао је познат и као идеалан национални јунак, глумећи ликове као што су Максим Црнојевић, Хајдук Вељко, Милош Обилић и други. Према мишљењу Јована Грчића, Васиљевићу су највише одговарали негативни и интригантни ликови, које је умео да изнесе са дубоким разумевањем њихове психологије, пажљиво обликујући њихове маске, глас и покрете.
Изузетно се истицао као глумац у драмама Шекспира (Отело, Краљ Лир) и других великих драмских аутора. Такође, наступао је у делима која су се бавила проблемима градске средине и комедијама, као што су Љубавно писмо, Карлова тетка и Свет.
Коста је успешно радио и као редитељ, поставивши бројне позоришне представе, укључујући Народни непријатељ, Госпођица Жозета, Као пиле у кучинама, Ђидо, Смрт мајке Југовића, Ромео и Јулија, Деспот Ђурађ Бранковић, Милош Обилић, Задужбина и друге.
Коста је 1908. године прославио 25 година рада у улози Скарпије у Тоски, а 1923. године 40 година каријере као Шајлок у Млетачком трговцу. Постао је почасни члан Друштва за Српско народно позориште 1913, 1922. и 1923. године. После паузе током Првог светског рата, вратио се на сцену 1919. године, да би 1925. прешао у Народно позориште у Београду, где је убрзо пензионисан. Након тога, преминуо је 1926. године у Новом Саду од туберкулозе. Сахрањен је на Алмашком гробљу и његов надгробни споменик један је од тридесет надгробних споменика са гробним местима истакнутих политичких, културних и јавних радника који су заштићени као споменици културе у Србији.